# Крутой Майдан
Круто́й Майда́н — село в Вадском муниципальном округе Нижегородской области.  В 2004-2020 годах входило в состав сельского поселения «Круто-Майданский сельсовет» и являлось его административным центром.

## Население
| 1999 | 2002 | 2010 |
| ---- | ---- | ---- |
| 940  | ↗969 | ↘807 |

## Русская православная церковь
Троицкая церковь
Церковь и отдельно стоящая от неё колокольня (1805 год) имеют все черты стиля середины — второй половины XVIII века. Согласно «Адрес-календарю Нижегородской Епархии» за 1904 год каменный храм (холодный) в Крутом Майдане был возведен в 1805 году в честь святой Троицы. В 1832 году в селе появился второй каменный храм — теплая церковь с главным престолом Рождества Христова и с двумя приделами: правый — святого Николая Чудотворца, левый — Введения во храм Пресвятой Богородицы.
Как отмечено в справочнике «Памятники истории и культуры Горьковской области», «церковь построена по типу „восьмерик на четверике“, но с необычным преобладанием объема восьмерика, покрытого приподнятым граненым куполом. Здание завершено двухъярусной главкой».
Мощное основание колокольни несет стремительно сокращающиеся в вертикальных и горизонтальных размерах верхние ярусы. Это дает ей динамичный, чисто барочный силуэт, как бы растворяющийся в пространстве.
Рождественская церковь
Построена в 1832 году в стиле позднего классицизма. Она имела центральный купол и четыре портика тосканского ордера. В советское время церковь была перестроена под школу. О том, что здание имеет прямое отношение к группе памятников культовой архитектуры, свидетельствует гранитный камень на входе в теперь уже бывшую школу. Этот камень был установлен в честь строителя Круто-Майданской церкви священника Луки Петровича Лебедева (21 марта 1789 года — 9 апреля 1885 года).